# Middle Island (Südliche Shetlandinseln)
Middle Island (englisch für „Mittlere Insel“, spanisch Islote Medio) ist eine Insel im Archipel der Südlichen Shetlandinseln. Sie liegt 2,5 km südlich von Foreland Island in der Einfahrt zur Destruction Bay von King George Island.
Wissenschaftler der britischen Discovery Investigations kartierten die Insel 1937 und benannten sie nach ihrer geographischen Lage.